# 王定圻

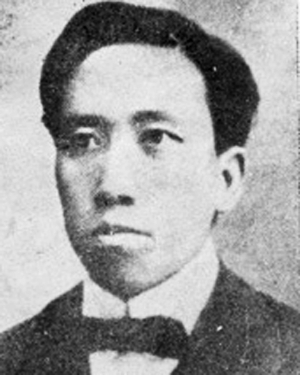
王定圻

王定圻（1887年—1916年），字屏章，号亚平。出生于今内蒙古包头，中国民主革命家，中华民国大陆时期政治人物。

## 生平
清朝光绪十三年（1887年），王定圻生于包头镇刘宝窑村。小学入包头马王庙两等学堂学习，在校期间受到郭鸿霖等革命党人的影响。王定圻自称：“我王屏章自幼听从孙中山先生的教导。”1906年，王定圻入归绥中学堂学习。1907年，考入山西优级师范学堂，不久加入中国同盟会。在校期间，王定圻曾经在课堂上作诗：“印度安南转瞬亡，为人奴隶实堪伤。前车总是后车鉴，黾勉同心保我疆。”
1911年辛亥革命爆发后，王定圻、杨云阶、云亨赶回包头策动武装起义。“马号巷事件”发生时，王定圻正往山西太原进行联络。1911年10月下旬，王定圻化装成马贩，返回包头河西时，遇到杨云阶。二人无路可走时，恰逢阎锡山率山西起义军西进，王定圻在河西黑豆壕会见阎锡山之后，引领起义军入包头城。阎锡山率部东进萨拉齐时遇到挫折，王定圻随军返回山西，行至五十家子村，遭遇清军的侦探，王定圻紧追不放，被子弹击落右手一根手指。后来王定圻称：“当年我反对清皇帝，在前线作战被清军打掉手指一个，如果子弹稍微往里偏一点我就没命了。”
中华民国成立后，王定圻当选为中华民国第一届国会众议员。目睹袁世凯复辟的行为后，王定圻称：“这回命白革了，国计民生，毫无变更，只是给袁世凯造成了个皇帝机会罢了。”1914年，王定圻回到绥远，出任归绥中学校长。任内，他创办“一报”，鼓吹民主共和，揭露封建专制，联络各地的国民党人反对袁世凯复辟，但来往信件遭归绥道尹张志潭查获，王定圻、李正乐、卜兆瑞、亢锦荣均被捕。
在狱中，王定圻宁死不屈，并声称：“我犯的是保卫民主共和罪，我犯的是反对叛国贼罪。”1916年1月9日（农历十二月十六日），法庭判决王定圻“勾结乱党，图谋不轨，供认不讳，执行枪决。”在被处决前，王定圻高喊：“革命的花朵必须用鲜血浇灌，我王屏章为保卫民主共和国而死，死了也是光荣的，我的肉体虽然死了，但民主的精神不会死的。”王定圻被处决时，年仅29岁。
1916年，袁世凯死亡，王定圻获得中华民国北京政府的昭雪，在包头刘宝窑村王定圻家宅门的上方悬挂了“青霞奇志”门匾，王定圻墓前的碑铭为“前国会议员绥远中学校长王烈士亚平之墓”，陵园门石立柱上刻有对联“烈哉男儿成仁尽义，巍乎志士虽死犹存。”